# Кенкарын
Кенкарын (каз. Кеңқарын) — село в Аксуском районе Жетысуской области Казахстана. Входит в состав Каракозского сельского округа. Код КАТО — 193253200.

## Население
В 1999 году население села составляло 380 человек (209 мужчин и 171 женщина). По данным переписи 2009 года, в селе проживало 340 человек (178 мужчин и 162 женщины).